# Departamento do Tesouro da Austrália

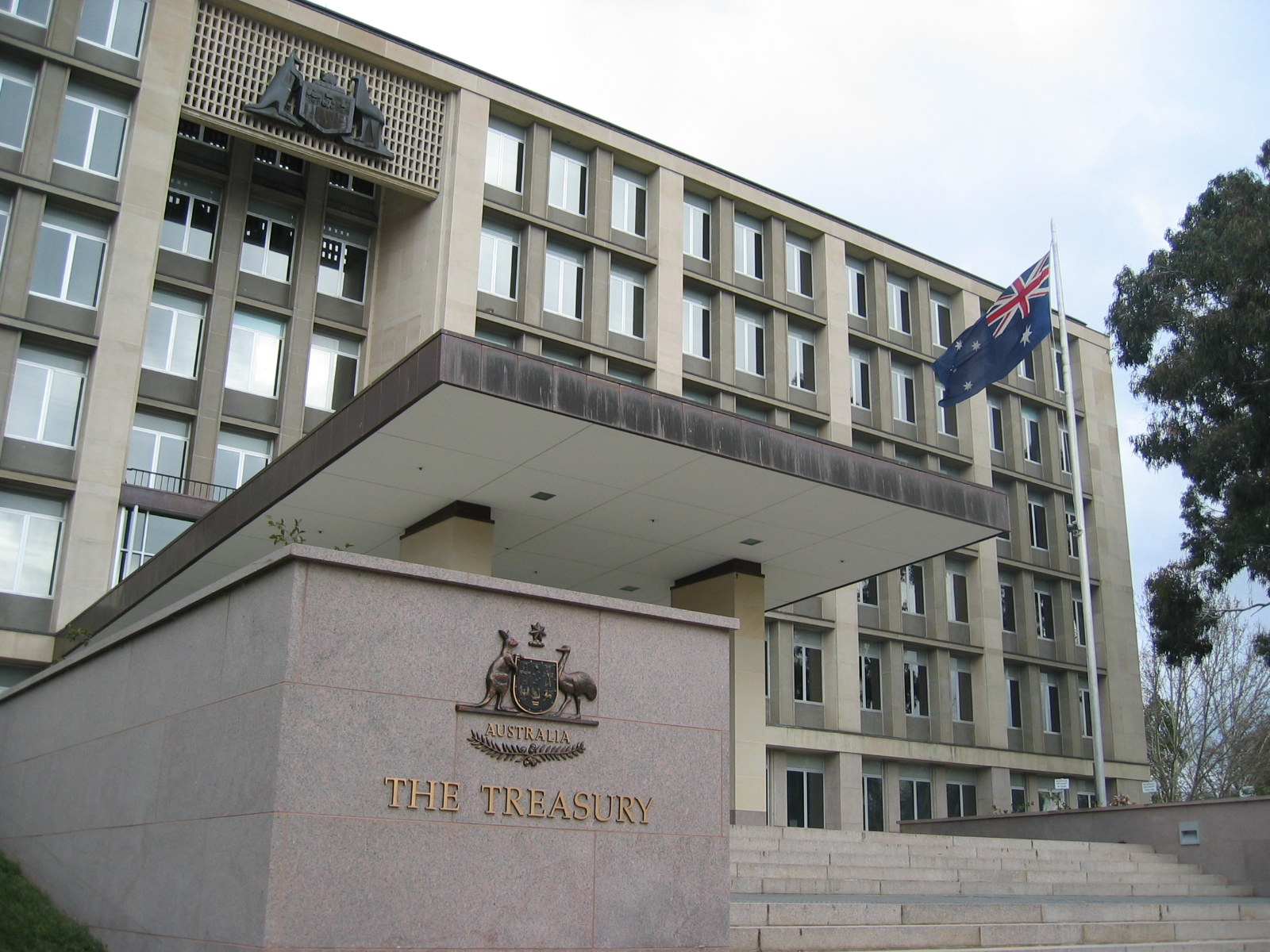
Edifício do Tesouro, Parkes, Território da Capital Australiana.

O Departamento do Tesouro da Austrália (em inglês: Department of the Treasury) é um departamento do governo da Austrália.